# Mytilina crassipes
Mytilina crassipes är en hjuldjursart som först beskrevs av Lucks 1912. Enligt Catalogue of Life ingår Mytilina crassipes i släktet Mytilina och familjen Mytilinidae, men enligt Dyntaxa är tillhörigheten istället släktet Mytilina och familjen Brachionidae. Arten är reproducerande i Sverige. Inga underarter finns listade i Catalogue of Life.